# 司祭評議会
司祭評議会（しさいひょうぎかい、英 : Council of Priests、羅 : Consilium Presbyterale）は、カトリック教会の教区司教の諮問機関。教会法495条に基づく組織。司教区ごとに置かれる。司祭により選挙された司祭の代表者と司教が選任した司祭で構成される。司教総代理と教区事務局長は職務上の構成員となる。